# Brama caribbea
Brama caribbea är en fiskart som beskrevs av Mead 1972. Brama caribbea ingår i släktet Brama och familjen havsbraxenfiskar. Inga underarter finns listade.